# Deutsche Botschaft Minsk
Die Deutsche Botschaft Minsk ist die diplomatische Vertretung der Bundesrepublik Deutschland in der Republik Belarus.

## Lage und Gebäude

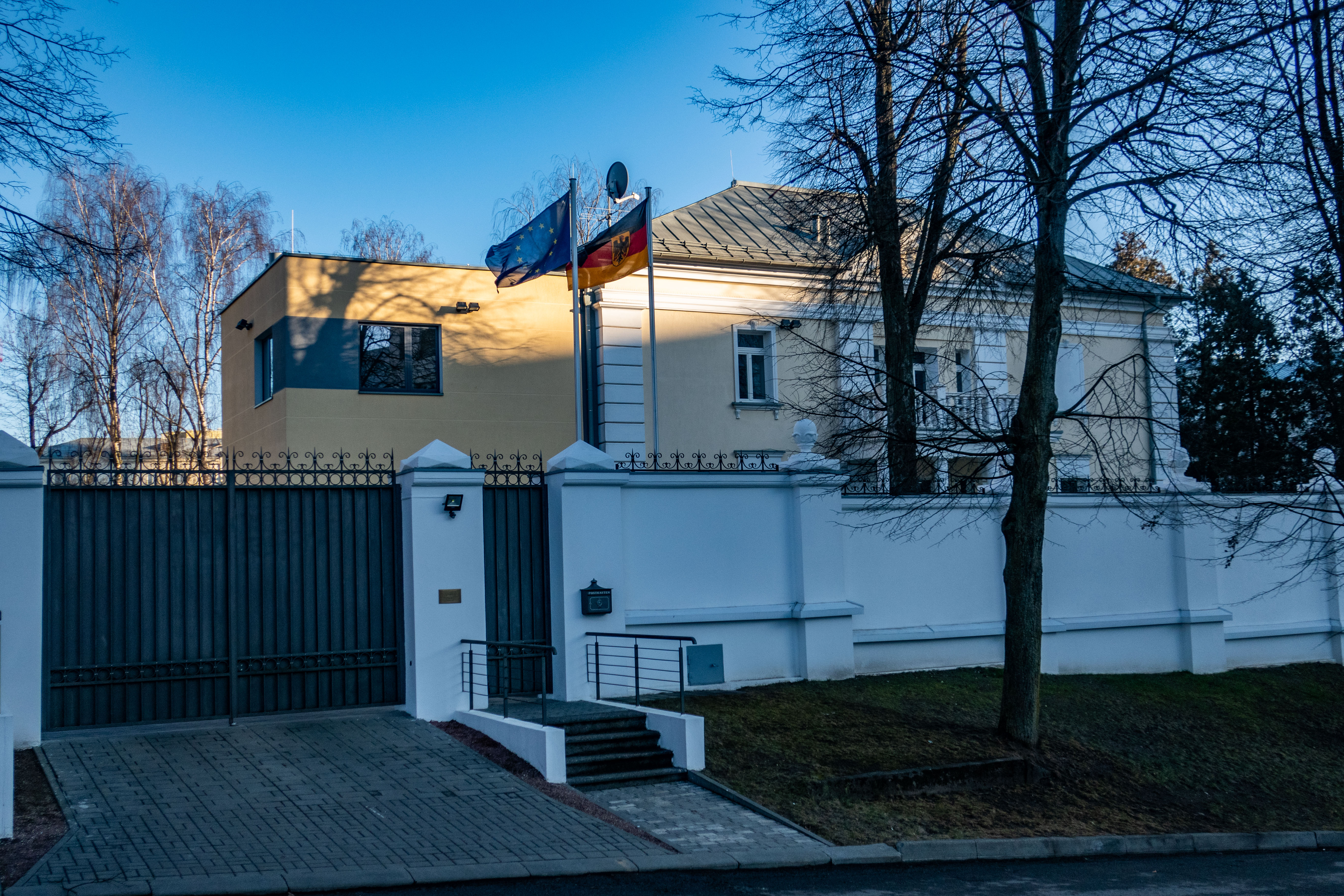
Residenz nach Sanierung und Erweiterung (2020)

Die Kanzlei der Botschaft liegt im Zentrum der belarussischen Hauptstadt Minsk unweit des Gorki-Parks. Die Straßenadresse lautet: vulica Zacharava 26, Minsk 220034. Das Rechts- und Konsularreferat mit der Visastelle (Kanzlei II) befindet sich 7 km südwestlich in praspiekt Haziety Praŭda 11д, Minsk 220089. Die Residenz des Botschafters liegt einen Kilometer westlich der Kanzlei in der vulica Staražoŭskaja 44, Minsk.

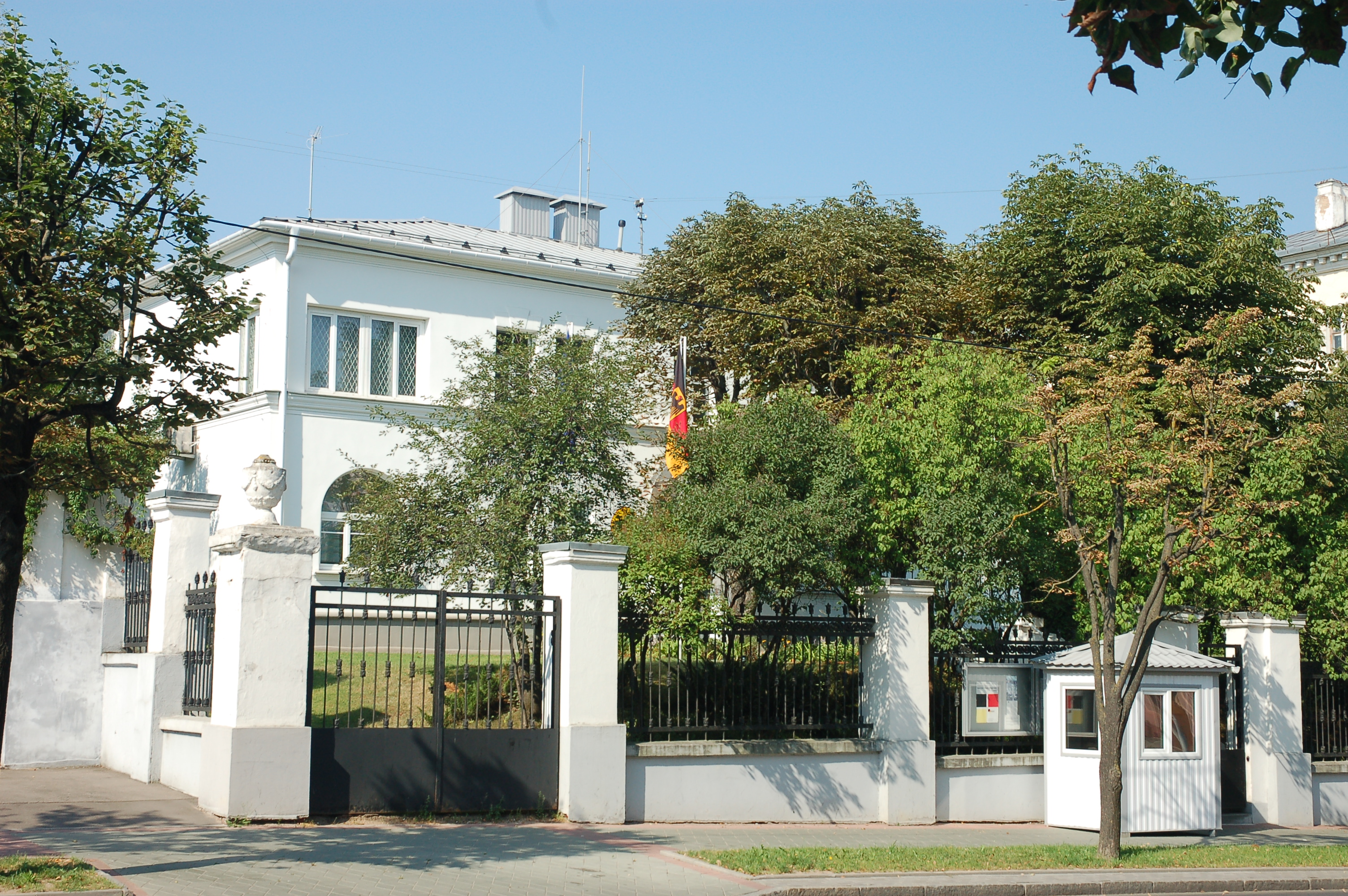
Kanzlei der Botschaft Minsk (2012)

Bei der Kanzlei handelt es sich um eine ältere freistehende, zweigeschossige Stadtvilla. Auf der von der Straße abgewandten Rückseite des Geländes befinden sich kleinere Nebengebäude und eine Zufahrt für Kraftfahrzeuge.
Der Rechts- und Konsularbereich ist in moderneren Funktionsgebäuden untergebracht und wurde in den Jahren 2014 bis 2016 in zwei Bauphasen um vier Visaschalter erweitert.
Die Residenz des Botschafters ist eine ehemalige Generalsvilla. Sie wurde 1994 an die Bundesrepublik Deutschland vermietet und nach Umbau als Visastelle genutzt. Im Jahr 1998 endete diese Nutzung wegen des schlechten Zustands des Gebäudes. Eine umfangreiche Sanierung war unabdingbar. Nachdem im Jahr 2001 der Mietvertrag langfristig verlängert werden konnte, erfolgte eine Sanierung und Erweiterung des Hauses mit dem Ziel der Nutzung als Residenz des Botschafters. Der Charakter des Gebäudes konnte bei der Generalsanierung beibehalten werden; ein moderner Anbau ist in seiner Höhe auf das Bestandsgebäude abgestimmt. Die Farbgebung im Innenbereich entspricht dem ursprünglichen Dekor mit weißen Decken, Wänden in gebrochenem Weiß und Naturholz. Die Innenräume wurden modern möbliert.

## Auftrag und Organisation
Die Deutsche Botschaft Minsk hat den Auftrag, die deutsch-belarussischen Beziehungen zu pflegen, die deutschen Interessen gegenüber der Regierung von Belarus zu vertreten und die Bundesregierung über Entwicklungen in Belarus zu unterrichten.
In der Botschaft werden die Sachgebiete Politik, Wirtschaft und Kultur bearbeitet. Es besteht ein Militärattachéstab.
Das Referat für Rechts- und Konsularaufgaben der Botschaft bietet deutschen Staatsangehörigen alle konsularischen Dienstleistungen und Hilfe in Notfällen an. Es besteht ein telefonischer Rufbereitschaftsdienst. Der konsularische Amtsbezirk der Botschaft umfasst ganz Belarus. Die Visastelle erteilt Einreiseerlaubnisse für belarussische Staatsangehörige; für diese besteht Visumspflicht bei Einreise nach Deutschland.

## Geschichte
Die Bundesrepublik Deutschland unterhielt seit dem 4. Oktober 1990 ein Generalkonsulat in Minsk. Dieses wurde nach dem Zerfall der Sowjetunion am 13. März 1992 in eine Botschaft umgewandelt.
Im Oktober 2020 kam es angesichts der innenpolitischen Lage in Belarus und den daraus erwachsenen bilateralen Spannungen zu einem vorübergehenden Abzug des Botschafters.